# Japanska köket

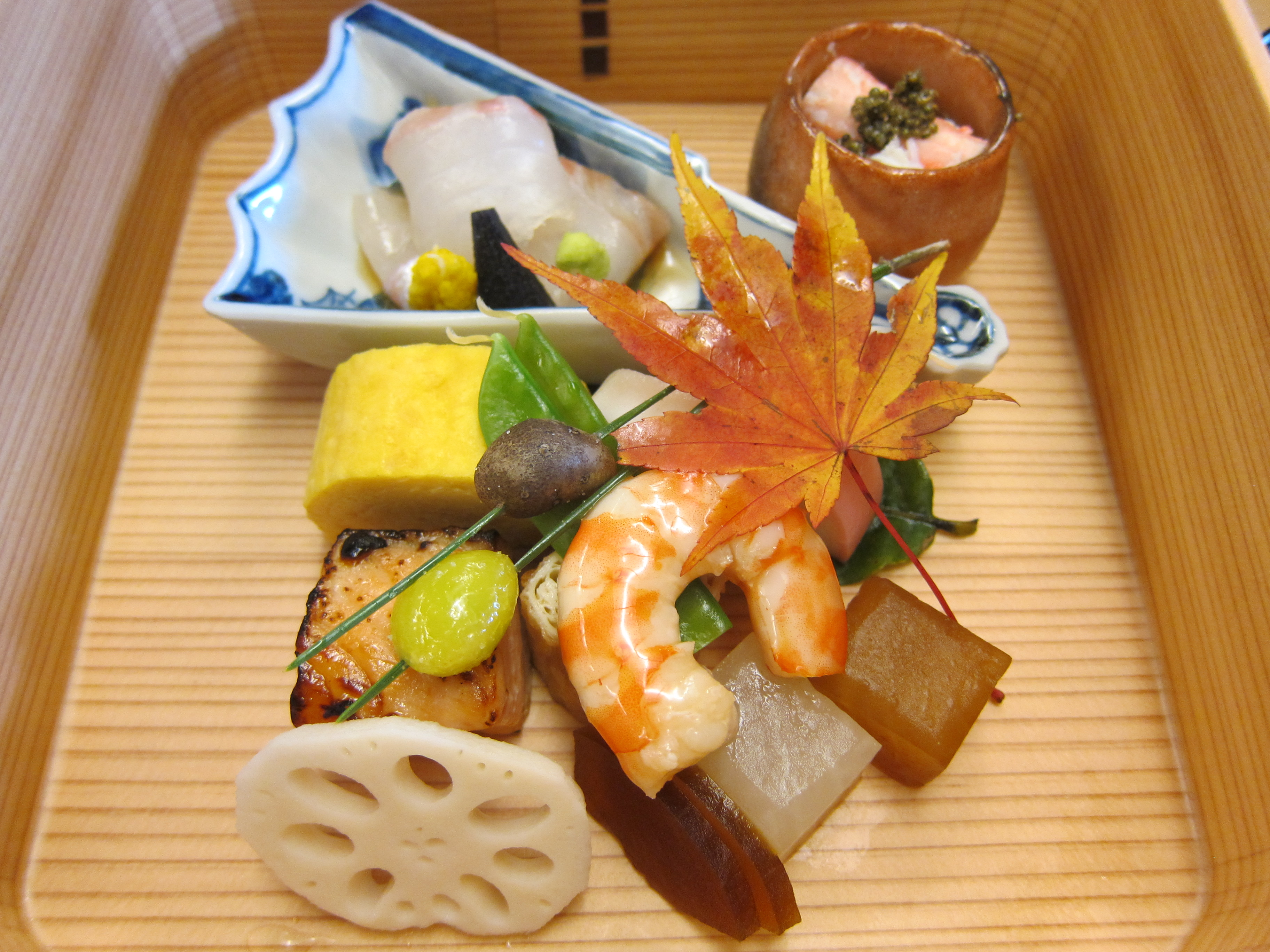
En Kaisekimåltid bestående av flera omsorgsfullt upplagda rätter.

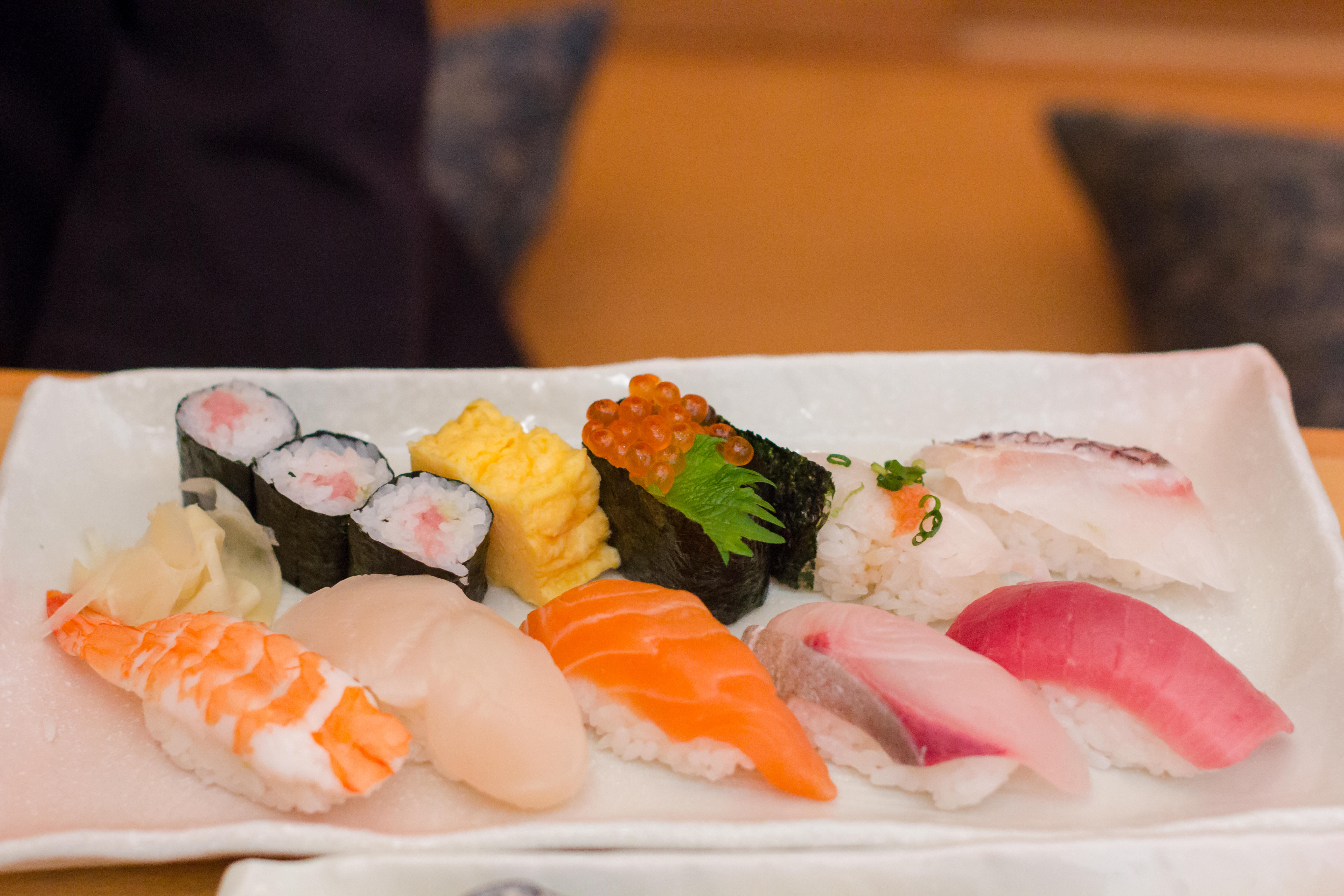
Sushi

Japansk matlagning (på japanska 日本料理, nihon ryōri, eller 和食, washoku) omges av många åsikter om vad som är det mest fundamentala. Många tänker på sushi eller de elegant formade kaisekimåltiderna (kaiseki ryori, baserat på grönsaker och fisk, kompletterat av säsongsprimörer) vars ursprung finns i den japanska teceremonin. Många japaner tänker å andra sidan på det de äter varje dag – speciellt det som redan fanns innan Meijirestaurationen tog sitt slut 1912, eller innan andra världskriget.

## Historia
Det japanska köket har präglats av flera principer. Dessa inkluderar omsorgen om de olika säsongernas primörer, vikten av synintrycket, närheten till havet och zenbuddhismens arv. Flera basingredienser i matkonsten har hämtats från Kina, inklusive bönpasta (miso), soja, te och ris
Aristokratin i huvudstaden Kyoto utvecklade under Heianperioden en raffinerad kultur, där måltiden blev en viktig ingrediens. Kaisekimatlagningen kopplas än idag samman med Kyoto. Den asketiska livsföringen inom zenbuddhismen blev allt viktigare i Japan från 1200-talet, och som en följd blev kökskonsten enklare och i stora delar vegetarisk (shojin ryori). Maten skulle enligt denna nya tradition ställas fram i små portioner, och den skulle tillredas på något av de fem klassiska metoderna (ångning, fritering, grillning, sjudning eller inläggning). Maten skulle också bjuda på (alla) de sex smakerna (starkt, surt, bitter, sött, milt och salt).
Under tiden fram till 1500-talet fick matkonsten influenser utifrån, inklusive den friterade maten (tempura; ofta i form av svamp, lotusrot, sötpotatis, fisk, räkor och bläckfisk) från portugiserna. Från 1600-talet isolerade sig landet på nytt, vilket kom att förstärka de särskilt japanska dragen i matkulturen.

## Grunder i matlagningen
I princip varje japansk måltid innehåller:
- (vitt) ris[2] (Oryza sativa)
- en soppa med bitar av fisk, kött, alger eller grönsaker
- rå fisk (sashimi)

Senare under måltiden följer ofta ett antal smårätter tillagade enligt några av de fem tillagningsmetoderna. Sunomono (vinägerinlagda grönsaker eller svamp) är där viktig för balansen i måltiden.
Ett begrepp för allt utom ris – inklusive kött, fisk, grönsaker – är okazu  (おかず), ett ord som enklast översätts med "smårätter". Den ursprungliga betydelsen är dock "ett flertal", vilket kommer sig av att en japansk måltid sällan består av endast en rätt.
Basingredienserna i japansk matlagning är ris, fisk, torkade alger (konbu; ingrediens i klar buljong – dashi) och sojabönor (används till färskosten tofu och bönpastan miso) Bland vanliga smaksättare finns (färsk) ingefära (färsk, ofta hyvlad), soja och wasabi (grön pepparrot). Viktiga principer är också absolut färska ingredienser och att ingredienserna därför kan växla beroende på årstid.
En populär japansk måltidsform är nabemono, där rätterna tillagas vid bordet. Finstrimlade ingredienser förbereds i förväg, inklusive det buljongkokta mizutaki, det stekta eller bräserade sukiyaki och den grillade teppanyaki. Detta kan kompletteras med fisk och skaldjur, liksom med tunt strimlat oxkött.
Av kött konsumeras annars mest fjäderfä.

## Välkända japanska maträtter

### Friterade rätter (揚げ物, agemono)
- Korokke (コロッケ, krokett) - panerade och friterade bollar med krämig fyllning av grönsaker, kött, fisk eller skaldjur
- Tempura (天麩羅 eller 天ぷら) - Här friterar man (ofta i sesamolja[3]) räkor (ebi-den[3]), fisk, grönsaker, skaldjur och annat som först doppats i en frityrsmet av ägg, vatten och vetemjöl.[1]
- Kushiage (串揚げ) - grönsaker, kött, fisk eller skaldjur spetsat på pinne som friteras
- Tonkatsu (豚カツ) - panerad och friterad grisköttsfilé[3] Den finns även i kycklingvarianter som då kallas "kyckling"-katsu. Rätten skapades i slutet av 1800-talet, under västligt inflytande.

### Donburi(丼ぶり)

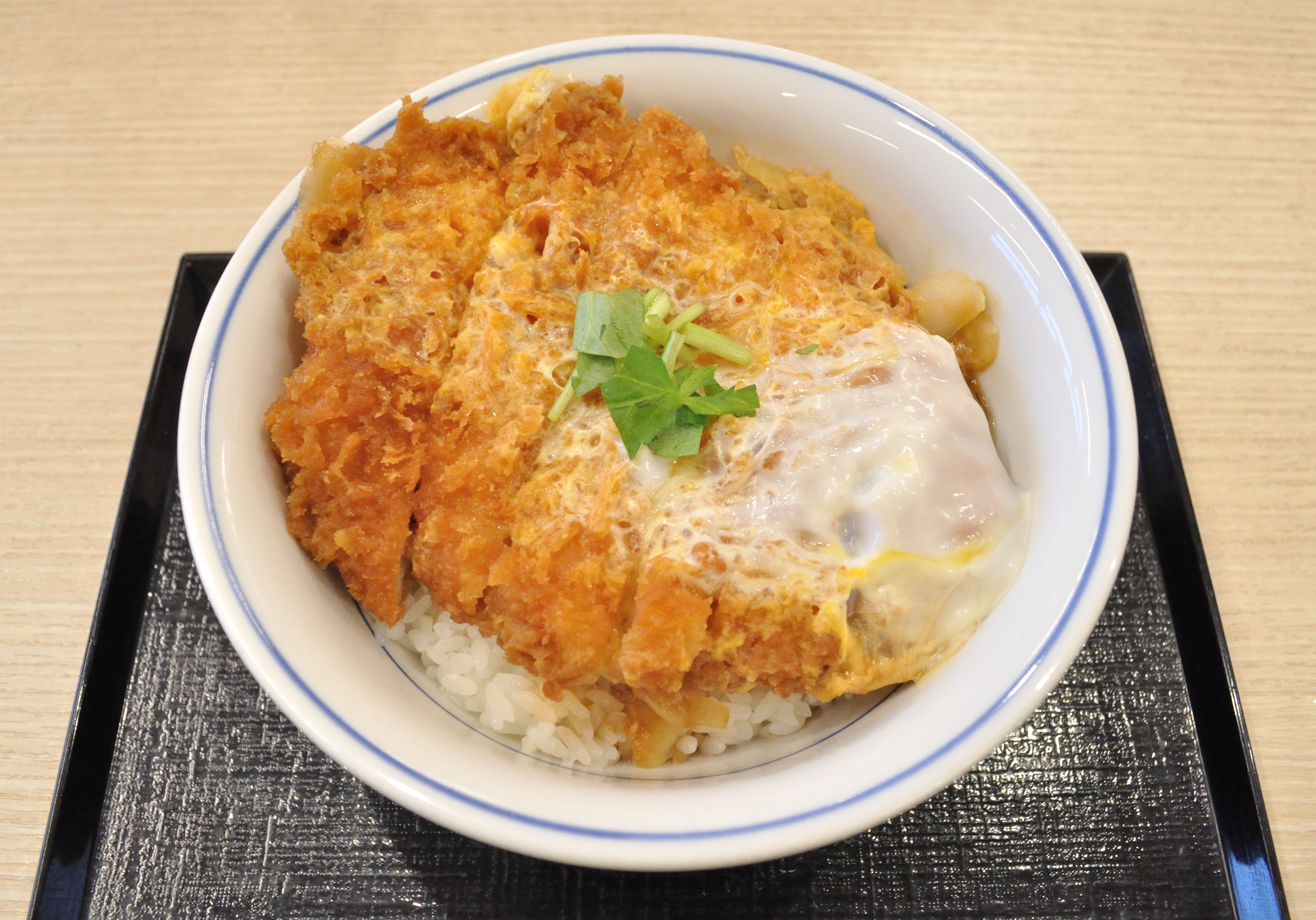
Katsudon, ris med fläskfilé.

En maträtt som består av en skål med ångkokt ris med varierande smakfulla ingredienser ovanpå.
- Katsudon (カツ丼) - panerad och friterad fläskfilé (tonkatsudon[1]), kyckling ("kyckling"-katsudon) eller fisk (magurodon)
- Oyakodon (親子丼) - (förälder och barn) vanligtvis kyckling och ägg, men ibland lax och laxrom
- Gyūdon (牛丼) - kryddat nötkött
- Tendon (天丼) - tempura (se ovan)

### Grillade och stekta rätter (焼物, yakimono)
- Gyoza (餃子) - kinesiska degknyten fyllda med fläsk och grönsaker
- Hamachi Kama - grillad gulfenad tonfisk (hals och käke)
- Kushiyaki (串焼き) - kött och grönsaksspett
- Okonomiyaki (お好み焼き) - en slags omelett med varierande ingredienser, kallas ibland för "Japans pizza". Den kan även jämföras med pannkaka, med diverse olika fyllning (vanligen kål eller fläsk). Fyllningen toppas ofta av fiskflingor, torkade alger, majonnäs och en Worcestershire-liknande sås. På japanska restauranger kan gästerna ofta få tillaga rätten vid bordet.[3]
- Omu-Raisu (オムライス) - "omelettris", stekt ris med ketchup tillsammans med äggomelett
- Omu-Soba (オムそば) - omelett med yakisoba
- Takoyaki (たこ焼き) - ett runt degknyte fylld med bläckfisk
- Teriyaki (照焼き) - kött, fisk eller grönsaker som grillas eller steks i en söt sojasås
- Unagi (うなぎ), inkluderar kabayaki (蒲焼) - grillad ål, därefter penslad med en söt grillsås.[3]
- Yakisoba (焼きそば) - stekta nudlar
- Yakitori (焼き鳥) - grillspett baserad på kyckling (inklusive lever och andra delar av kroppengrillspett med kyckling, lever och grönsaker[3]) och grönsaker[1]

### Nabemono(鍋物)
Detta är rätter som tillagas vid bordet och förbereds i strimlad form dessförinnan.

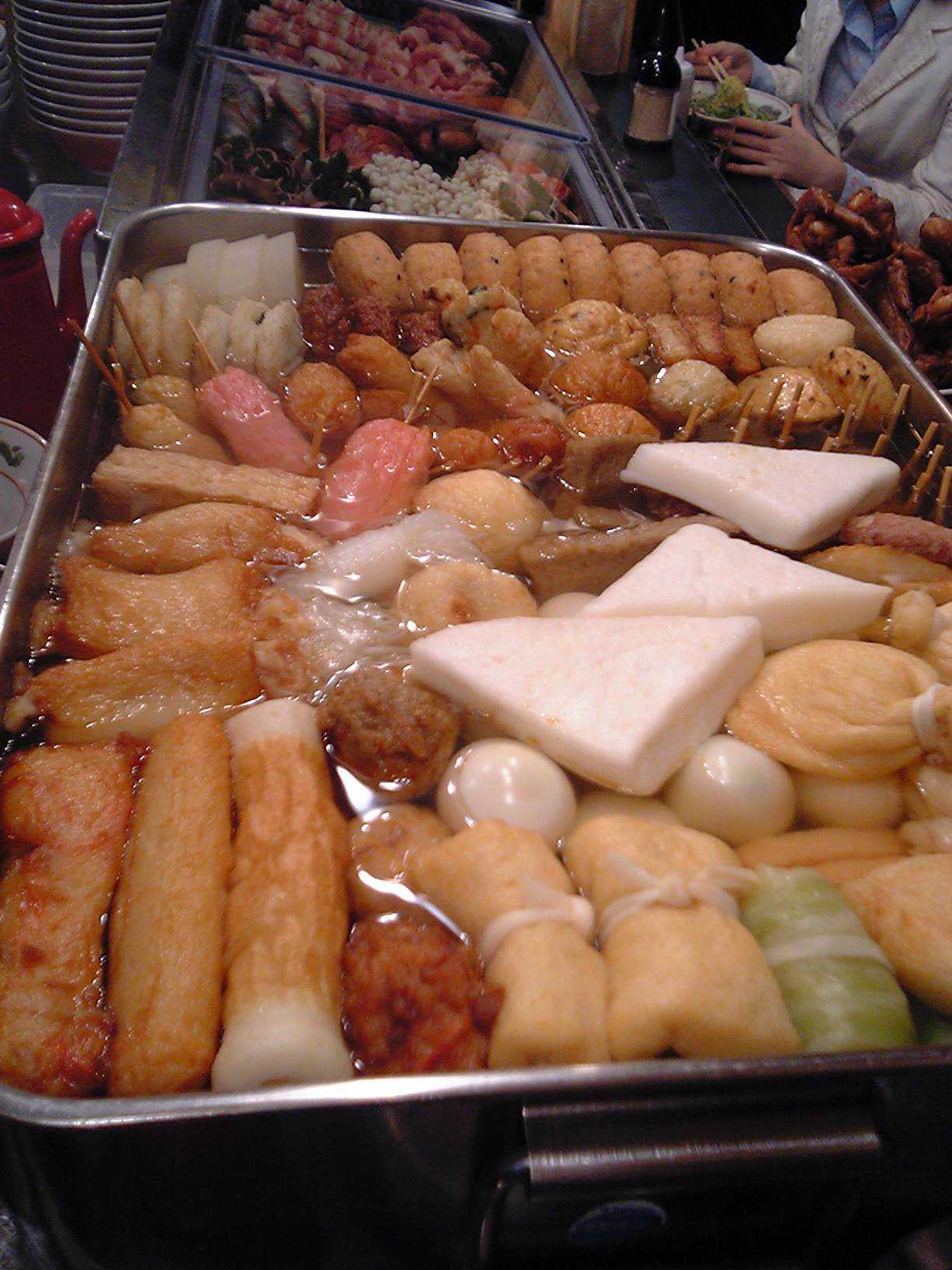
Oden.

- Sukiyaki (鋤焼) - nudlar blandade med tunt skuren biff,[1] ägg och grönsaker, kokta i en speciell sås av fiskbuljong, sojasås, socker och sake
- Shabu-shabu (しゃぶしゃぶ) - nudlar, grönsaker och räkor eller tunt skuren biff[1] som kokas i en tunn fond och som doppas[1] i soja- eller sesamsås innan den äts. Namnet kommer från en efterhärmning av ljudet av tunna köttskivor som snurras runt ätpinnar.[3]
- Motsunabe (もつ鍋) - inälvor av ko, hakusai som tillsammans med grönsaker kokas i en lätt soppa
- Kimuchinabe (キムチ鍋) - liknar motsunabe, fast med en kimchi-bas och tunt skuret fläskkött. Kimchi är en traditionell koreansk maträtt som blivit populär i Japan speciellt på ön i Kyushu som ligger närmast Sydkorea
- Oden (おでん) - en vinterrätt som består av flera olika ingredienser.

### Nudlar(麺類, menrui)
Nudlar serveras kalla eller varma med olika tillbehör eller i en buljong.
- Soba (そば) - tunna, bruna nudlar av bovete.[1] Den är särskilt vanlig i bergsområden där det härdiga bovetet växer bättre än ris.
- Ramen (ラーメン) - tunna, ljusa äggnudlar av vete. Den äts mycket som sen kvällsmat. Ursprungligen är rätten importerad från Kina. Buljongen finns i fyra olika varianter: tonkotsu (fläskben), miso, sojasås och salt. Staden Fukuoka är berömd för den förstnämnda varianten, och stark miso-ramen är en Hokkaido-specialitet.[3]
- Udon (うどん) - tjocka nudlar av vete[1]
- Champon (ちゃんぽん) - medeltjocka nudlar av vete, ursprungligen från Nagasaki som billig studentmat
- Somen (素麺) - tunna nudlar av vete.
- Okinawa soba (沖縄そば) - nudlar av vete serverat med sōki, kokt fläskkött

### Sojarätter
- Agedashi Tofu (揚げ出し豆腐) - friterade tofu-kuber i varm buljong
- Hiyayakko (冷奴) - en kall rätt med tofu
- Natto (納豆) - fermenterade sojabönor, äts ofta till frukost.

### Ris (ご飯物, gohanmono)
- Mochi (餅) - mjuk riskaka

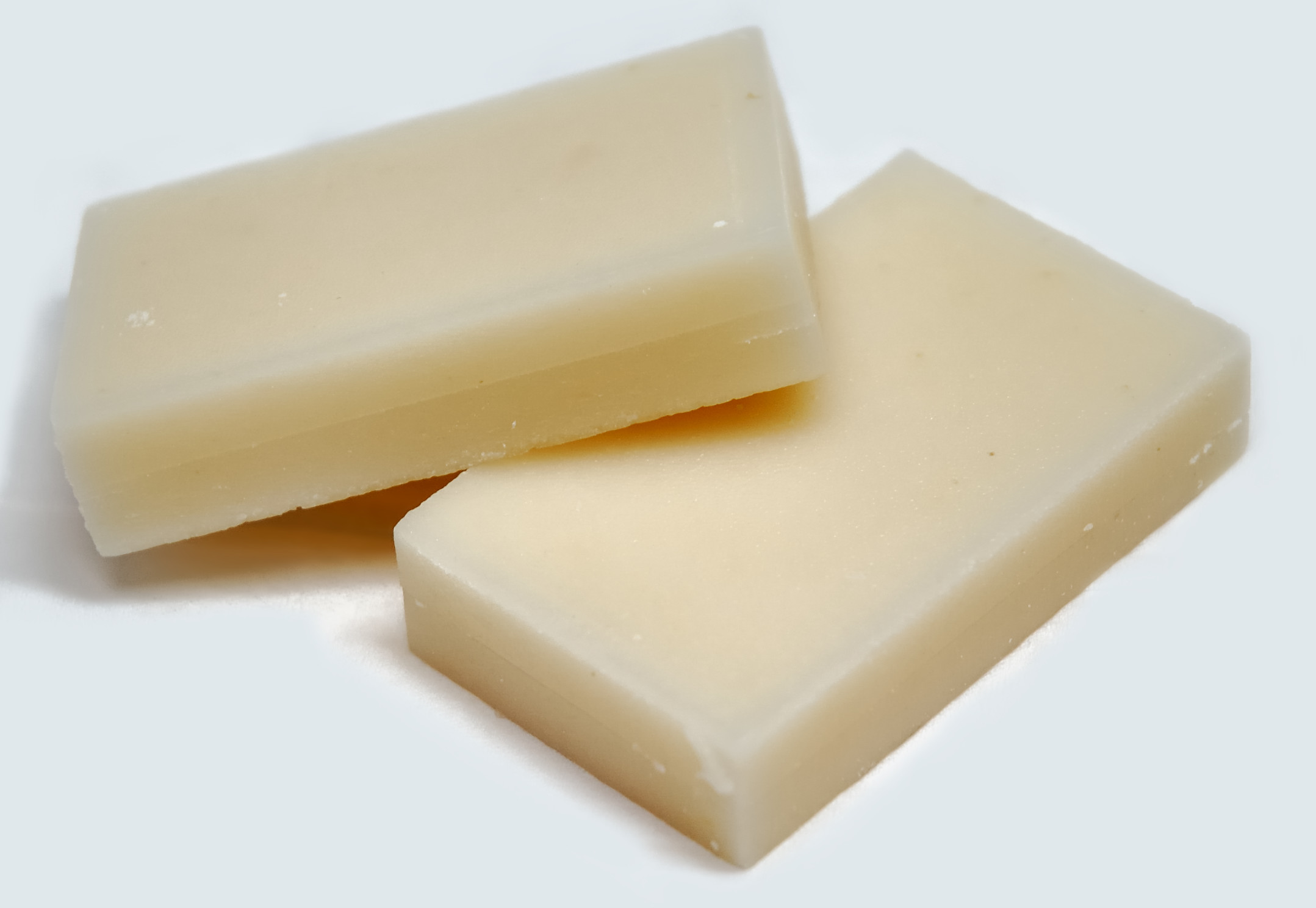
Kirimochi, en typ av mochi.

- Ochazuke (お茶漬け) - grönt te som hälls över vitt ris, ofta smaksatt
- Onigiri (御握り) - avlånga risbollar[2]
- Sekihan (赤飯) - rött ris med Adzukibönor
- Kamameshi (釜飯) - ris med grönsaker och kyckling eller skaldjur som bakas i en portionsskål
- Kare Rice (カレーライス) - introducerades från Storbritannien i slutet av 1800-talet
- Hayashi Rice (ハヤシライス) - tjock köttgryta med ris

### Sashimi(刺身)
Sashimi är rå, tunt skivad mat som serveras med en sojabaserad dipsås samt andra enklare tilltugg. Här finns vanligtvis fisk och skaldjur, men det kan även vara kött.
- Basashi (馬刺し) - skivat hästkött, kallas ibland för Sakura (桜, körsbärsblommor) om köttet serveras rått
- Fugu (ふぐ) - skivad giftig blåsfisk
- Rebasashi (レバ刺し) - vanligtvis lever från nötkreatur
- Shikasashi (鹿刺し) - skivat kött från hjort

### Soppor (吸い物, suimono/汁物, shirumono)

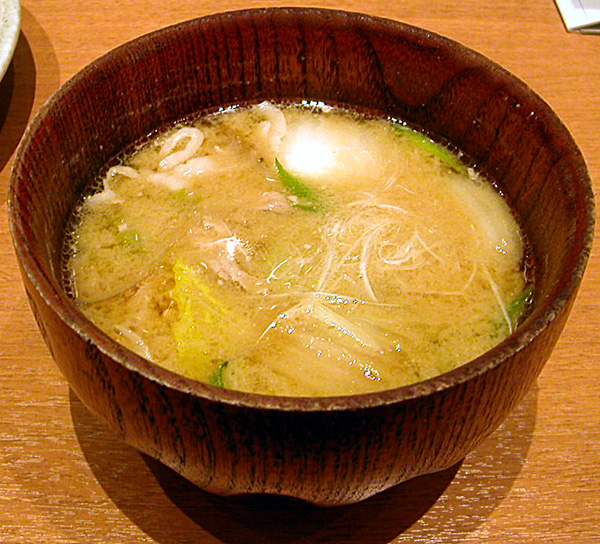
Tonjiru.

- Tonjiru (豚汁) - liknar misosoppa men med fläskkött
- Dangojiru (団子汁) - soppa med degknyten, tång, tofu, lotusrot eller andra grönsaker
- Misosoppa　(味噌汁) - soppa med miso, dashi och säsongens ingredienser som fisk, kamaboko, lök, musslor och potatis etc.
- Sumashijiru (すまし汁) - en klar soppa av dashi och fisk och skaldjur.

### Sushi(寿司)
Sushi är ris med vinäger tillsammans med sashimi och wasabi (grön pepparrot). Riset kompletteras ofta av tonfisk, bläckfisk eller söta räkor (ama-ebi), och där ingår även ofta gurka, mjölksyrad rättika och söt omelett. Dessutom kan rom från sjöborre. Rätten ses åtminstone i västerlandet som exklusiv, men den har sitt ursprung i maten från gatuserveringar. Den finns bland annat i följande varianter:
- Nigirizushi (握り寿司) - Sushi med ingredienserna på toppen av ett risrätblock (eller avlång risboll[2]).
- Makizushi(巻寿司) - "Sushirulle", där ris och andra ingredienser rullas in i ett tångark (nori[2]) till en cylinder och delas i mindre bitar.
- Temaki (手巻) - Som makizushi, fast konformad.
- Chirashi (チラシ) - Ingredienserna placeras ovanpå en bädd av sushi-ris i en skål eller på en tallrik.

### Chinmi
- Uni (うに) - Saltinlagda sjöborrar
- Karasumi
- Konowata

### Sötsaker
- Wagashi (和菓子) - japanska sötsaker
  - Amanatto (甘納豆)
  - Anmitsu (餡蜜) - en traditionell japansk dessert
  - Anpan (あんパン) - bröd fylld med söt bönpasta
  - Dango (団子) - risdegsknyten
  - Hanabiramochi (花びら餅)
  - Higashi (干菓子)
  - Hoshigaki (干柿) - torkat kakiplommon
  - Imagawayaki (今川焼き) - även kallat 'Taikoyaki' är en rund Taiyaki
  - Kakigori (かき氷) - is som är smaksatt
  - Kompeito (金平糖, コンペイトー)
  - Manju (饅頭)
  - Matsunoyuki (松の雪)
  - Melonpan (メロンパン) - ett stort runt bröd med krispig skorpa som ser ut som en melon
  - Mochi (餅) - ångkokat ris som sammanpressas till en solid massa
  - Shiruko (汁粉) - en varm, söt bönsoppa med mochi
  - Uiro (外郎) - en ångkokad efterrätt av rismjöl
  - Taiyaki (鯛焼) - stekt, fisk-formad efterrätt ofta med en söt fyllning
  - Dagashi - traditionella japanska efterrätter
  - Dorayaki (どら焼き) - bönpasta av bönor och socker mellan två japanska pannkakor
  - Daifuku (大福) - en mochi med bönpasta av bönor och socker som fyllning
  - Karumetou - även kallat Karumeyaki
  - Ramune - ett godis som smälter i munnen
  - Sosu Senbei - tunna våfflor med sojasås
  - Umaibou - popcorn med olika smaker
- Yogashi - västerländska sötsaker, men i Japan ofta mycket "lätta"
  - Kasutera - sockerkaka
  - Mirukurepu - crepes i flera lager
- Övriga snacks
  - Azukiglass - vanilj-glass med söta adzukibönor
  - Hello Panda
  - Macha - glass smaksatt med grönt te
  - Pocky (ポッキー)

### Övrigt
- Bento (弁当) eller obentō - japansk lunchlåda
- Osechi (お節) - traditionell nyårsmat
- Shiokara (塩辛) - saltade och fermenterade inälvor
- Chawan mushi (茶碗蒸し) - kött (fisk och/eller kyckling) och grönsaker i äggstanning

## Japanska smaksättare
Det japanska köket har fem huvudsakliga smaksättare:
- Socker
- Salt
- Risvinäger
- Sojasås (しょう油, shōyu)
- Miso

Andra viktiga smaksättare är dashi, mirin, sake, shizo och kombu.